# 弧矢增八
船尾座2（Kappa Canis Majoris），又名BD-14 2193，HD 62863、SAO 153362、HR 3009，是船尾座的一颗恒星，视星等为6.89，位于銀經232.19，銀緯4.91，其B1900.0坐标为赤經7h 40m 52.7s，赤緯-14° 4.91′ 36″。